# Rudi Hiti
Rudi Hiti [rúdi híti], slovenski hokejist in hokejski trener, * 4. november 1946, Kurja vas na Jesenicah. 

»V vseh ekipah so bili lepi trenutki. Dvakrat sem bil prvak z Jesenicami, dvakrat z Olimpijo, nepozabno je zadnje prvenstvo, ki sem ga pri 40 letih osvojil z Jeseničani. Tega si bom zapomnil za vselej, saj je to najlepši zaključek kariere. Bil sem tudi prvak z Bolzanom, kot igralec in kot trener. Nepozaben trenutek sem doživel, ko so mi v Bolzanu v dvorani v slovenščini razobesili transparent po vsej dolžini dvorane z napisom ′Rudi hvala za vse, kar si naredil za Bolzano′. Tam me še danes zelo spoštujejo, čeprav so imeli velike zvezdnike, ki so igrali tudi v ligi NHL.«

Rudi Hiti o svoji karieri.

## Igralska kariera
Hokejsko kariero je Hiti začel kot mladinec, leta 1959, v domačem klubu HK Jesenice. Do sezone 1962 je igral v mladinski vrsti, v sezoni 1962/63 pa je zaigral za HK Kranjska Gora, kjer je prvič nastopil za člansko vrsto v državnem prvenstvu. Naslednjo sezono je igral državno prvenstvo za HK Kranjska gora, mednarodne tekme pa že za HK Jesenice. Že naslednjo sezono je bil izbran v državno selekcijo Jugoslavije in z njo nastopil na tekmi proti Avstriji v Gradcu. Svojo kariero je nadaljeval pri svojem matičnem klubu na Jesenicah in z njim v sezoni 1966/67 prvič osvojil državno prvenstvo.
Leta 1968 je skupaj s Slavkom Beravsom, Vladom Jugom in Romanom Smolejem prestopil v HK Olimpija, kar je povzročilo veliko razburjenje na Jesenicah, in tudi z ljubljanskim klubom dvakrat osvojil jugoslovansko prvenstvo. Ta prestop je sprožil rivalstvo med ljubljanskim in jeseniškim klubom, ki še vedno traja. V Olimpiji sta dolgo igrala skupaj z mlajšim bratom Gorazdom in na tivolskih tribunah je v začetku sedemdesetih najpogosteje odmevalo »Rudi Hiti, Gorazd Hiti, gol, gol, gol!«.
Leta 1970 je prvič dobil ponudbo iz severnoameriške, lige NHL. Zanj se je zanimal klub Chicago Blackhawks. Hiti je zapustil Slovenijo in odpotoval v ZDA kjer naj bi za novi klub odigral ekshibicijsko tekmo, ki bi odločila, ali bo s klubom podpisal profesionalno pogodbo. Na tekmi ga je plošček zadel v čeljust, zaradi česar ni mogel nadaljevati sezone. Pogodbe tako ni podpisal in se je vrnil v domovino.
Leta 1972 pa je se je zanj resno zanimal še en ameriški klub, Los Angeles Sharks. Hitiju je ponudil triletno pogodbo, vendar pa do prestopa ni prišlo, ker mu je Olimpija ponudila dveletno pogodbo za višjo vsoto, kar je Hiti sprejel in ostal doma. 
Leta 1974 je prestopil v italijanski klub HC Alleghe, s katerim je podpisal dveletno pogodbo. Zanj so se sicer zanimali tudi klubi iz Nemčije in Švice, vendar z njimi ni mogel začeti pogovorov, ker se je pri njih sezona začela že 1. septembra. Jugoslavija je imela namreč stroge predpise kar se tiče prestopov športnikov v tuje klube. V tujino je smel tekmovalec oditi šele po dopolnjenih 28 letih. Hiti je to starost dopolnil šele novembra, takrat pa se je začela edino sezona v Italiji.
Med sezonami 1976 do 1980, ko je igral za HC Bolzano, je s tem klubom Hiti kar trikrat osvojil naziv državnih prvakov Italije, sam pa je postal legenda v klubu. Njegovo številko 13 so v Bolzanu upokojili, na njegovi poslovilni tekmi so navijači Bolzana Hitija počastili z napisom v celotni dolžini dvorane v slovenščini »Rudi hvala za vse, kar si naredil za Bolzano«.
Leta 1980 se je za dve leti vrnil v Olimpijo, nato pa se je zopet vrnil nazaj v Italijo. Tokrat je v drugoligaškem klubu HC Como prevzel vlogo trenerja – igralca in klub popeljal iz druge lige v prvo.
V sezoni 1985/86 je bil drugi trener v HK Bolzanu, istočasno pa je igral za HK Jesenice. Tam je igral vse tekme, ki se niso križale s tekmami Bolzana. Tako je z Jesenicami pri štiridesetih letih osvojil z njimi svoj drugi naslov državnega prvaka, po sezoni pa prenehal s tekmovalno kariero.
Sedemnajst udeležb na svetovnih prvenstvih hokeja na ledu, kolikor jih je v svoji karieri zbral Rudi Hiti, je še zmeraj svetovni rekord. Za jugoslovansko reprezentanco je Hiti nastopil na dveh olimpijadah, 1968 v Grenoblu in 1972 v Saporu, na Olimpijskih igrah 1976 v Innsbrucku pa zaradi strogih amaterskih pravil ni smel nastopiti. Skupaj je za reprezentanco nastopil 177-krat in dosegel 84 zadetkov, s čimer je na tretjem mesto reprezentančnih strelcev vseh časov.

## Trenerska kariera
Kot trener je Hiti prvič začel delovati leta 1986, ko je postal pomočnik trenerja v italijanskem Bolzanu. To delo je opravljal do leta 1988, ko je za eno sezono prevzel trenersko mesto v HK Jesenice. Že naslednje leto je bil ponovno v Italiji kot glavni trener HC Bolzano, s katerim je osvojil državno prvenstvo Italije in dobil pokal za trenerja leta. Tudi naslednjo sezono je treniral HC Bolzano.
V sezoni 1991/92 je postal trener HK Bled, istočasno pa je postal glavni trener in selektor nove slovenske državne reprezentance. To delo je opravljal štiri leta.
Zaradi neurejenih zadev na HZS je zapustil mesto glavnega trenerja, leta 2000 pa je na prošnjo takratnega predsednika HZS Ernesta Aljančiča mlajšega še enkrat prevzel vodenje državne reprezentance, ki pa jo je kmalu spet zapustil.

## Priznanja
Po njem se imenuje klubski hokejski turnir Poletna liga Rudi Hiti, ki od leta 1992 potekal na Bledu. 5. maja 2009 je bil kot drugi slovenski hokejist, po Ernestu Aljančiču starejšem leta 2002, sprejet v Mednarodni hokejski hram slavnih. Leta 2007 je bil sprejet v Slovenski hokejski hram slavnih, leta 2012 pa v Hram slovenskih športnih junakov. Leta 2014 je prejel Bloudkovo nagrado za »izjemen prispevek k razvoju športa«.

## Pregled kariere
Odebeljeno - reprezentančni nastopi, glej tudi Statistika pri hokeju na ledu.
| Moštvo             | Liga                 | Sezona |    | Redni del | Redni del | Redni del | Redni del | Redni del | Redni del |   | Končnica | Končnica | Končnica | Končnica | Končnica | Končnica |
| ------------------ | -------------------- | ------ | -- | --------- | --------- | --------- | --------- | --------- | --------- | - | -------- | -------- | -------- | -------- | -------- | -------- |
| Moštvo             | Liga                 | Sezona | OT | G         | P         | T         | +/-       | KM        | OT        | G | P        | T        | +/-      | KM       |          |          |
| HK Kranjska Gora   | Jugoslovanska liga   | 62/63  |    |           |           |           |           |           |           |   |          |          |          |          |          |          |
| HK Kranjska Gora   | Jugoslovanska liga   | 63/64  |    |           |           |           |           |           |           |   |          |          |          |          |          |          |
| Acroni Jesenice    | Jugoslovanska liga   | 63/64  |    |           |           |           |           |           |           |   |          |          |          |          |          |          |
| Acroni Jesenice    | Jugoslovanska liga   | 64/65  |    |           |           |           |           |           |           |   |          |          |          |          |          |          |
| Acroni Jesenice    | Jugoslovanska liga   | 65/66  |    |           |           |           |           |           |           |   |          |          |          |          |          |          |
| Acroni Jesenice    | Jugoslovanska liga   | 66/67  |    |           |           |           |           |           |           |   |          |          |          |          |          |          |
| Acroni Jesenice    | Jugoslovanska liga   | 67/68  |    |           |           |           |           |           |           |   |          |          |          |          |          |          |
| Jugoslavija        | Olimpijske igre      | 68     |    | 6         | 3         | 2         | 5         |           | 12        |   |          |          |          |          |          |          |
| Olimpija Ljubljana | Jugoslovanska liga   | 68/69  |    |           |           |           |           |           |           |   |          |          |          |          |          |          |
| Olimpija Ljubljana | Jugoslovanska liga   | 69/70  |    |           |           |           |           |           |           |   |          |          |          |          |          |          |
| Olimpija Ljubljana | Jugoslovanska liga   | 71/72  |    |           |           |           |           |           |           |   |          |          |          |          |          |          |
| Jugoslavija        | Olimpijske igre      | 72     |    | 3         | 0         | 0         | 0         |           | 0         |   |          |          |          |          |          |          |
| Olimpija Ljubljana | Jugoslovanska liga   | 72/73  |    |           |           |           |           |           |           |   |          |          |          |          |          |          |
| Olimpija Ljubljana | Jugoslovanska liga   | 73/74  |    |           |           |           |           |           |           |   |          |          |          |          |          |          |
| Jugoslavija        | Svetovno prvenstvo B | 74     |    |           |           |           |           |           |           |   |          |          |          |          |          |          |
| HC Alleghe         | Serie A              | 74/75  |    |           |           |           |           |           |           |   |          |          |          |          |          |          |
| HC Alleghe         | Serie A              | 75/76  |    |           |           |           |           |           |           |   |          |          |          |          |          |          |
| HC Bolzano         | Serie A              | 76/77  |    |           |           |           |           |           |           |   |          |          |          |          |          |          |
| HC Bolzano         | Serie A              | 77/78  |    |           |           |           |           |           |           |   |          |          |          |          |          |          |
| HC Bolzano         | Serie A              | 78/79  |    |           |           |           |           |           |           |   |          |          |          |          |          |          |
| HC Bolzano         | Serie A              | 79/80  |    |           |           |           |           |           |           |   |          |          |          |          |          |          |
| Olimpija Ljubljana | Jugoslovanska liga   | 81/82  |    |           |           |           |           |           |           |   |          |          |          |          |          |          |
| Olimpija Ljubljana | Jugoslovanska liga   | 82/83  |    |           |           |           |           |           |           |   |          |          |          |          |          |          |
| HC Como            | Serie A2/Serie B1    | 82/83  |    |           |           |           |           |           |           |   |          |          |          |          |          |          |
| HC Como            | Serie A2/Serie B1    | 83/84  |    |           |           |           |           |           |           |   |          |          |          |          |          |          |
| Acroni Jesenice    | Jugoslovanska liga   | 85/86  |    |           |           |           |           |           |           |   |          |          |          |          |          |          |
| HK Sportina Bled   | Slovenska liga       | 00/01  |    | 2         | 0         | 0         | 0         |           | 0         |   |          |          |          |          |          |          |
| HK Sportina Bled   | Mednarodna liga      | 00/01  |    | 5         | 0         | 0         | 0         | -9        | 0         |   |          |          |          |          |          |          |
| Skupaj             |                      |        |    | 16        | 3         | 2         | 5         | -9        | 12        |   |          |          |          |          |          |          |